# Pycnosorus chrysanthes
Pycnosorus chrysanthes là một loài thực vật có hoa trong họ Cúc. Loài này được (Schltdl.) Sond. miêu tả khoa học đầu tiên năm 1853.